# Eric Rüttimann
Eric Rüttimann (* 7. Dezember 1992) ist ein Schweizer Langstreckenläufer.
Seit Anfang 2017 startet er für den LC Uster. Am 12. Februar 2017 senkte er beim Halbmarathon in Barcelona seine persönliche Bestleistung um über eine Minute und lief nach 1:05:42 h als Achter und somit bester Schweizer im Ziel ein. Mit dieser Zeit konnte sich der in Bern studierende Rüttimann für die Universiade 2017 in der Republik China qualifizieren, dort belegte er den 31. Platz. 2019 war Rüttimann Schweizer Meister über 10'000 Meter und im 10-km-Strassenlauf sowie 2022 im Halbmarathon.
Sein Vater ist Niki Rüttimann, ein ehemaliger Radrennfahrer, der unter anderem eine Etappe der Tour de France gewinnen konnte.

## Persönliche Bestleistungen
- 1500 m: 3:48,50 min, 8. Juni 2019 in Pfungstadt (Deutschland)
- 3000 m: 8:13,21 min, 20. Juni 2020 Meilen (Schweiz)
- 5000 m 13:59,34 min, 25. Mai 2019 Oordegem (Belgien)
- 10'000 m: 29:34,95 min, 6. Juli 2019 London (Vereinigtes Königreich)
- 8 km Strasse: 23:54 min, 18. November 2017 Bulle (Schweiz)
- 10 km Strasse: 29:00 min, 7. September 2019 Prag (Tschechien)
- Halbmarathon: 1:04:54 h, 16. Februar 2020 Barcelona (Spanien)
- Marathon: 2:21:10 h, 2. Dezember 2018 Valencia (Spanien)